# Roy Sievers
Roy Edward Sievers (* 18. November 1926 in St. Louis, Missouri; † 3. April 2017 in Spanish Lake, Missouri) war ein US-amerikanischer Baseballspieler. Er spielte von 1947 bis 1965 in 17 Major-League-Saisons. Sein Spitzname war Squirrel.

## Biografie
In seinem ersten Jahr 1949 in der Major League erreichte Sievers 16 Home Runs, einen Schlagdurchschnitt von 30,6 % und 75 Rbi bei den St. Louis Browns. Durch diese Leistungen wurde er zum American League Rookie of the Year und zum Rookie des Jahres der Fachzeitschrift The Sporting News gewählt. 1954 wechselte er zu den Washington Senators. Dort wurde er zum Lieblingsspieler von Richard Nixon, der damals Vizepräsident war. Sein produktivstes Jahr hatte er 1957 mit 42 Home Runs, 114 RBI und einem Schlagdurchschnitt von 30,1 %. Mit den Senators nahm er an drei All-Star-Spielen teil. 1960 wechselte er zu den Chicago White Sox, auch dort schaffte er es 1961 nochmals zum All-Star. Weitere Stationen bei den Philadelphia Phillies und den neuen Washington Senators folgten, bevor er 1965 seine aktive Karriere beendete.
Nach seiner Spielerlaufbahn arbeitete er ein Jahr als Coach bei den Cincinnati Reds und als Manager in den Minor Leagues.